# 蓝月旺
聖蓝月旺（San Giovanni da Triora，本名Francesco Maria Lantrua，1760年3月15日—1816年2月7日）意大利天主教方济各会修士，在中国传教，湖南长沙殉道。

## 生平
1760年3月15日，蓝月旺出生在意大利利古里亚（Triora）附近的莫里诺（Molino）。他的父母送他到Porto-Maurizio向Barnabite神父学习。1777年3月9日穿上方济各会会衣，圣名若望，属于该会的天坛圣母会省（Aracoeli，在罗马）。1784年晋升神父，在蒂沃利和塔尔奎尼亚讲授神学。后来，他被分配管理塔尔奎尼亚、韦莱特里和Montecelio的修道院。 
1799年，他离开罗马，前往中国传教，经过8个月的旅行，于1800年1月17日到达澳门，学习中国语言和文化，随后分派到陕西省南部汉中王家湾一带传教，8年内得到7000名信徒。1812年改往湖南省传教。
1815年7月26日，蓝月旺神父在主持最后一场弥撒后与其他中国人一起被捕，在狱中监禁半年多，受尽折磨，又被逼放弃信仰和践踏十字架，遭其斥责。
1816年2月7日被处以绞刑。死前画十字圣号，并以中国信徒的方式深深鞠躬五次，以感谢神圣三一的创造、救赎等五项恩典。尸体被运往澳门，安葬在圣保禄教堂，后来迁往罗马天坛圣母堂，至今仍在那里。 

## 宣福與封聖
1900年5月27日，教宗良十三世将其列入真福品。2000年10月1日，若望保禄二世册封为圣人（120位中華殉道聖人之一）。